# Academia Futebol Futuro
A Academia Futebol Futuro é um clube brasileiro de futebol da cidade de São José do Rio Preto, no estado de São Paulo. Foi fundada em 22 de janeiro de 2010 e suas cores são vermelho, azul e branco.
Em 2016, o clube filiou-se a Liga de Futebol Paulista, e disputou a 1ª Taça Paulista.